# André Paus
Andréas Gerardus Maria Paus (* 9. Oktober 1965 in Weerselo), auch bekannt als André Paus, ist ein ehemaliger niederländischer Fußballspieler.

## Karriere
Paus begann seine Profilaufbahn 1985 beim niederländischen Erstligisten FC Twente Enschede. Für Twente bestritt er 118 Erstligaspiele und schoss dabei vier. Tore. 1994 wechselte er zum japanischen Erstligisten Júbilo Iwata. 1996 wechselte er zum Zweitligisten Fujitsu. 1997 kehrte er nach Niederlande zurück. Hier spielte er bis 1998 für Heracles Almelo.